# Matrice hermitiana
In algebra lineare una matrice hermitiana (dal nome del matematico francese Charles Hermite) o matrice autoaggiunta è una matrice a valori complessi che coincide con la propria trasposta coniugata (o matrice aggiunta). Una matrice hermitiana con elementi nel campo dei numeri reali è dunque una matrice simmetrica.
Le matrici hermitiane sono unitariamente equivalenti alle matrici diagonali reali.

## Definizione
Una matrice {\displaystyle A} di elementi {\displaystyle a_{i,j}} è hermitiana se l'elemento nella i-esima riga e j-esima colonna è uguale al complesso coniugato dell'elemento nella j-esima riga e i-esima colonna (per tutti gli indici i e j), ovvero:
{\displaystyle a_{i,j}={\bar {a}}_{j,i}}
Se i suoi elementi sono tutti reali una matrice hermitiana coincide con la propria trasposta, ed è quindi una matrice simmetrica.
Spesso la matrice trasposta coniugata di {\displaystyle A} è denotata con {\displaystyle A^{\dagger }}, quindi se {\displaystyle A} è hermitiana si scrive:
{\displaystyle A=A^{\dagger }}
Si deve notare che, a seconda degli autori, l'asterisco {\displaystyle A^{*}} è usato per indicare sia la complessa coniugata {\displaystyle {\overline {A}}} che {\displaystyle A^{\dagger }}.
Un esempio di matrice hermitiana è:
{\displaystyle {\begin{pmatrix}3&2+i\\2-i&1\end{pmatrix}}}

## Proprietà
Ogni matrice hermitiana è una matrice quadrata della forma {\displaystyle A=B+iC}, dove {\displaystyle B} è una matrice simmetrica (uguale alla propria trasposta) a componenti reali e {\displaystyle C} è una matrice antisimmetrica (opposta alla propria trasposta) a componenti reali, e viceversa. In particolare, gli elementi sulla diagonale principale di una matrice hermitiana sono reali, ed una matrice a componenti reali è hermitiana se e solo se è simmetrica.
Sono matrici hermitiane la somma di due matrici hermitiane e l'inversa di una matrice hermitiana invertibile. Il prodotto di due matrici hermitiane {\displaystyle A} e {\displaystyle B}, invece, è una matrice hermitiana se e solo se queste commutano, cioè se {\displaystyle AB=BA}.
L'insieme delle matrici hermitiane di ordine n è uno spazio vettoriale sul campo dei numeri reali di dimensione {\displaystyle n^{2}}: gli n elementi sulla diagonale sono reali e gli n(n-1) altri elementi sono coppie di numeri coniugati complessi ({\displaystyle x+iy} e {\displaystyle x-iy}), quindi a coppie definiti da una coppia di numeri reali. Non è invece uno spazio vettoriale sui numeri complessi, in quanto {\displaystyle iI_{n}} non è hermitiana (mentre lo è {\displaystyle I_{n}}).
Ogni matrice hermitiana {\displaystyle A} di ordine finito è normale e per essa vale il teorema spettrale: {\displaystyle A} è diagonalizzabile tramite una matrice unitaria e possiede solo autovalori reali; in particolare, autovettori relativi a distinti autovalori di {\displaystyle A} sono tra loro ortogonali (secondo il prodotto hermitiano standard) ed è possibile trovare una base ortonormale di {\displaystyle \mathbb {C} ^{n}} formata solo da autovettori di {\displaystyle A}. Se n autovettori ortonormali {\displaystyle u_{1},\dots ,u_{n}} di una matrice hermitiana {\displaystyle A} sono scritti come colonne di una matrice {\displaystyle U}, allora la decomposizione spettrale di {\displaystyle A} è data da:
{\displaystyle A=UDU^{\dagger }}
dove {\displaystyle UU^{\dagger }=I=U^{\dagger }U} e dunque:
{\displaystyle A=\sum _{j}\lambda _{j}u_{j}u_{j}^{\dagger }}
dove {\displaystyle \lambda _{j}} sono gli autovalori sulla diagonale della matrice diagonale {\displaystyle D}.
Se gli autovalori di una matrice hermitiana sono tutti positivi la matrice è detta definita positiva, mentre se sono tutti non negativi, la matrice si dice semidefinita positiva.
Il determinante di una matrice hermitiana è reale. Infatti, {\displaystyle \det(A)=\det(A^{\mathrm {T} })} da cui {\displaystyle \det(A^{\dagger })=\det(A)^{*}}; quindi se {\displaystyle A=A^{\dagger }} allora {\displaystyle \det(A)=\det(A)^{*}}. In alternativa, si può notare che il determinante è il prodotto degli autovalori, che sono reali.